# Péter Czvitkovics
Péter Czvitkovics (Székesfehérvár, 10 februari 1983) is een Hongaars voetballer die uitkomt voor III. Kerületi TVE. Hij kwam gedurende het seizoen 2011-2012 uit voor KV Kortrijk.

## Statistieken
| Seizoen | Club          | Land      | Reeks                 | Wed | Goals |
| ------- | ------------- | --------- | --------------------- | --- | ----- |
| 1998/99 | FC Fehérvár   | Hongarije | Magyar Labdarúgó Liga | 3   | 0     |
| 1999/00 | FC Fehérvár   | Hongarije | Magyar Labdarúgó Liga | 1   | 0     |
| 2000/01 | FC Fehérvár   | Hongarije | Magyar Labdarúgó Liga | 4   | 1     |
| 2001/02 | FC Fehérvár   | Hongarije | Magyar Labdarúgó Liga | 25  | 4     |
| 2002/03 | FC Fehérvár   | Hongarije | Magyar Labdarúgó Liga | 29  | 4     |
| 2003/04 | FC Fehérvár   | Hongarije | Magyar Labdarúgó Liga | 19  | 4     |
| 2004/05 | FC Fehérvár   | Hongarije | Magyar Labdarúgó Liga | 17  | 3     |
| 2005/06 | FC Fehérvár   | Hongarije | Magyar Labdarúgó Liga | 30  | 10    |
| 2006/07 | FC Fehérvár   | Hongarije | Magyar Labdarúgó Liga | 29  | 2     |
| 2007/08 | Debreceni VSC | Hongarije | Magyar Labdarúgó Liga | 20  | 6     |
| 2008/09 | Debreceni VSC | Hongarije | Magyar Labdarúgó Liga | 24  | 7     |
| 2009/10 | Debreceni VSC | Hongarije | Magyar Labdarúgó Liga | 28  | 10    |
| 2010/11 | Debreceni VSC | Hongarije | Magyar Labdarúgó Liga | 25  | 10    |
| 2011/12 | KV Kortrijk   | België    | Jupiler League        | 18  | 3     |
| 2012/13 | KV Kortrijk   | België    | Jupiler League        | 0   | 0     |
| 2012/13 | Debreceni VSC | Hongarije | Magyar Labdarúgó Liga | 7   | 0     |
|         |               |           | Totaal                | 277 | 63    |